# Роман про добру людину
«Роман про добру людину» — епічний роман української письменниці Емми Андієвської. Дія твору відбувається в українському таборі для переміщених осіб в Міттенвальді (Німеччина). Роман має виразний морально-філософський та антиімперський характер. Твір відрізняється великою довжиною речень, що сягають декількох сторінок. Роман написано суцільним текстом без поділу на глави або розділи. В романі зустрічається велика кількість епізодичних персонажів. Авторка працювала над романом в 1964—1968 роках. Твір видавався двічі: в 1973 році видавництвом «Сучасність» в Мюнхені та в 1993 році видавництвом «Орій» при УКСП «Кобза» в Києві. Роман вивчається на курсі «Український роман» в Торонтському університеті. 2017 року роман було перекладено англійською мовою, перекладач Ольга Рудкевич, автор передмови Марко-Роберт Стех.

## Філософія добра
Головною темою роману є добро. Це вкладено і в назву твору. Згідно з філософією роману, доброю людиною можна бути навіть маючи звичайні людські вади. Такими не ідеальними, але добрими персонажами в романі представлені отець Ґудзій та Стецько Ступалка, які люблять випити. Також злодій Дмитрик представлений, як людина шляхетна у глибині свого характеру і яка поступово переживає перетворення на добру людину. Авторка часто іронізує над високо освіченими персонажами, яким бракує елементарної людяности. Для добра використовує свої магічні здібності баба Грициха, біля хати якої росте чарівний соняшник. Безмежною добротою відрізняється і дружина отця Ґудзія.

## Антиімперська риторика роману
В романі явним злом представляється імперський вплив на Україну. В багатьох моментах авторка різко засуджує притиски української мови і культури, асиміляцію українців, неприйняття національної ідентичности українців міжнародним співтовариством. Це засудження відбувається на прикладах персонажів роману, які переживають знущання з боку енкаведешників.
Імперія ототожнюється із злом у гротескних образах як то сатани з обличчами Сталіна:
|  | ... верхи на Карвенделі, звісивши зелені волохаті ножища, вкриті бородавками, сидить сатана з тілом, покрученим ґвинтом, аж численні сідниці, які шкіряться пиками конопатого Йоськи, заходять йому на живіт, роблячи спокусника роду людського багатогрудим. |

## Сюжет роману

Табір переміщених осіб-українців у Ґіссені (Німеччина).

Роман починається філософським абзацем про рідкість безмежної доброти у людях та про те, що весь світ тримається завдяки добрим людям .
Дія твору відбувається в українському таборі для переміщених осіб в Міттенвальді (Німеччина). Головний герой твору — Дмитрик — таборовий злодій, здатний вміло організовувати гендлярські операції з вкраденим. Дмитрик є ватажком цілої групи хлопців, які проводять свої операції під його керівництвом. Розказуючи анекдоти Тимку Дмирик не помічає як його валіза скочується вниз у табір. Він одержує свою валізу у таборової доброї чаклунки баби Грицихи. Біля її будинку росте соняшник поряд з яким відкривається вхід у пекло. Двоє дітей спокійно проходять через пекло і повертаються назад. Після них у пекло потрапляє і таборовий п'яничка Стецько Ступалка. Він опиняється на Хрещатику, де нечистотами обливають пам'ятники українським національним героям Шевченкові, Лесі Українці та іншим. Молодики змушують і Стецька робити те саме, але він вагається і цим рятує себе з пекла зробивши сумлінний вчинок.

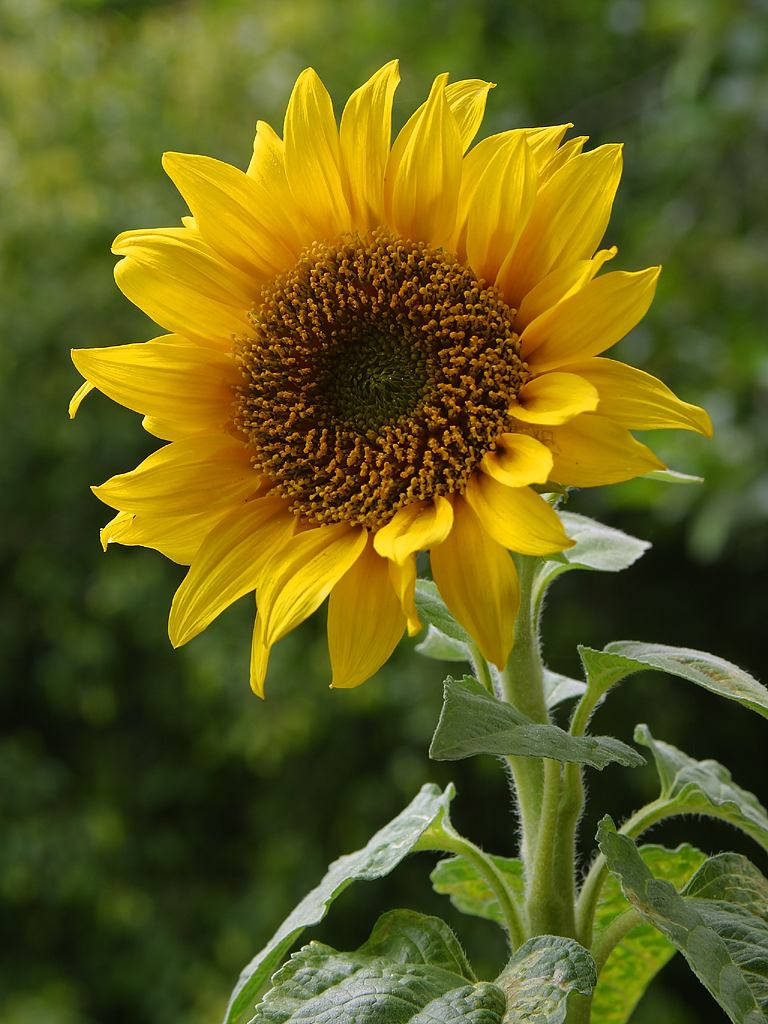
Біля хати однієї з головних героїнь роману — баби Грицихи — ріс чарівний сонячник, біля якого був вхід до пекла.

Тікаючи з пекла Стецько натрапляє на професора Каву і веде з ним довгу філософську розмову про добро. Професор переконує Стецька, що той є добрим і що він має вночі врятувати від смерти одну добру людину в таборі. Він магічним образом переноситься у Самарканд. По поверненні Стецько розповідає про свої пригоди Геврикові. В цей час поблизу них розогортається чергова операція Дмитрика з викрадення корови та збутом її м'яса. Все пройшло успішно, але після цієї операції корова з'являється Дмитрикові у видінні і в нього прокидається сумління. До нього починають звертатися люди по допомогу. Пятачиха просить його вдертися до помешкання, де вона думає знайти свого сина із дівчиною. Виламавши двері Дмитрик натомість запобігає самогубству Петра Копиленка, винахідника біофотонів — каталізаторів добра і унедійснювачів зла. Наступним по допомогу до Дмитрика приходить Василь Терещенко і Дмитрик дає свідчення на його користь. За свій порятунок Терещенко дякує Дмитрикові тим, що дає йому уроки різних наук. Далі, Дмитрик погоджується приховати серед своїх хлопців вбивцю — Йосипа — на прохання його дружини тітки Теклі. Йосип же спричиняє неприємності в групі Дмитрика тимчасово ставши її членом.
Роман закінчується прощанням Дмитрика з табором. Він вирішує розпочати зовсім нове життя. На останній вечері з таборовими жителями він проголошує промову про добру людину ідентичну з першим абзацем роману. Не взявши з собою нічого із своїх пожитків, Дмитрик залишає табір із бажанням стати доброю людиною.